# Villepot

Villepot este o comună în departamentul Loire-Atlantique, Franța. În 2009 avea o populație de 668 de locuitori.